# Erwin Schild
Erwin Schild (geb. 9. März 1920 in Köln-Mülheim; gest. 6. Januar 2024 in Toronto) war ein deutsch-kanadischer Judaist, Semitist und konservativer Rabbiner.

## Leben und Wirken
Erwin Schild besuchte nach dem Abitur 1938 die Israelitische Lehrerbildungsanstalt Würzburg. Infolge der Ereignisse des 9. November 1938 (Reichspogromnacht) musste er jedoch seine Ausbildung abbrechen, da die Einrichtung zerstört und ihre Mitglieder in Haft genommen wurden. Schild kam in das Konzentrationslager Dachau. Nachdem seine Mutter seine Freilassung erreicht hatte, flüchtete er zunächst in die Niederlande. Darauf emigrierte er nach England. Während seine Eltern im Holocaust getötet wurden, überlebten seine Schwester und sein Bruder.
In London begann er 1939 ein Rabbinerstudium, 1940 wurde er aber als sogenannter feindlicher Ausländer in England interniert und nach Kanada deportiert, wo er weiter als Deutscher und später als Flüchtling interniert blieb. Er konnte jedoch im Lager sein Rabbinerstudium weiterführen. Nach der Freilassung 1942 studierte er an der Jeschiwa Torah Chaim in Toronto. Er wurde 1947 zum Rabbiner ordiniert. Parallel dazu erwarb er an der Universität Toronto 1947 auf dem Gebiet der semitischen Studien den Bachelor of Arts, dem ein Jahr später der Master-Abschluss folgte.
Als Rabbiner der Adath Israel Congregation in Toronto war Schild von 1947 an bis zu seiner Emeritierung 1989 in der Gemeindearbeit tätig, hielt aber nach wie vor den Kontakt zur Wissenschaft aufrecht. Von 1950 bis 1952 lehrte er an der Universität von Toronto Hebräisch, Arabisch und Aramäisch. 1975 erhielt Erwin Schild die Ehrendoktorwürde des Jewish Theological Seminary in New York. Erwin Schild übernahm zahlreiche Ehrenämter und wurde am 2. Dezember 1981 mit dem „Human Relations Award“ der kanadischen Sektion des Council of Christians and Jews ausgezeichnet. 
1981 kam er erstmals seit seiner Flucht nach Deutschland zurück, um sich in den Folgejahren immer wieder mit Vorträgen, Begegnungen und Gesprächen in Gemeinden, Schulen und Universitäten für eine Verständigung zwischen Christen und Juden einzusetzen. Am Institut für Katholische Theologie der Universität Osnabrück wirkte Erwin Schild zwischen 1998 und 2005 wiederholt an interreligiösen Lehrveranstaltungen in der Religionslehrerausbildung mit.
Er starb am 6. Januar 2024 im Alter von 103 Jahren in Toronto.

## Ehrungen
- Am 25. Mai 2000 erhielt er, gemeinsam mit seinem wichtigen christlichen Gesprächspartner Hans Hermann Henrix, die Ehrendoktorwürde der Universität Osnabrück.
- Ebenfalls im Jahr 2000 erhielt er das Bundesverdienstkreuz 1. Klasse der Bundesrepublik Deutschland.[4]
- Am 30. Mai 2001 verlieh die Generalgouverneurin von Kanada, Adrienne Clarkson, ihm den Titel eines Member of the Order of Canada.[5]

## Werke
- Schild des Achill. Begegnungen mit dem Verleger Hermann Herder. Hg. Manuel Herder, Herder, Freiburg [2013]
- World through My Window. 1992
  - deutsch: Die Welt durch mein Fenster. Einsichten und Wegweisung eines kanadischen Rabbiners deutscher Herkunft für das Leben in unserer Zeit. Übers. Paul Gerhard Aring. Scriba, Köln 1996
- The Very Narrow Bridge. 2001
- And Miles to Go before I Sleep. 2012
- The Crazy Angel. 2017